# NGC 3769
NGC 3769 је спирална галаксија у сазвежђу Велики медвед која се налази на NGC листи објеката дубоког неба.
Деклинација објекта је + 47° 53' 36" а ректасцензија 11h 37m 44,1s. Привидна величина (магнитуда) објекта NGC 3769 износи 11,5 а фотографска магнитуда 12,3. Налази се на удаљености од 15,504 милиона парсека од Сунца. NGC 3769 је још познат и под ознакама UGC 6595, MCG 8-21-76, CGCG 242-65, ARP 280, KCPG 294A, PGC 35999.